# Oogsikkelwants
De oogsikkelwants (Himacerus boops) is een wants uit de familie sikkelwantsen (Nabidae).

## Uiterlijk
De oogsikkelwants is kortgevleugeld (brachypteer), zelden langvleugelig (macropteer). Hij is goed te onderscheiden van andere soorten door de grote, bolle ogen. Op het halsschild (pronotum) zijn drie donkere lengtestrepen. Aan de top van de dij van de achterpoten is een brede zwarte band (net als bij de Himacerus major). De lengte is 6 tot 7 mm.

## Verspreiding en levenswijze
De soort leeft in Europa, Kazachstan en Oost-Siberië. In Nederland is hij zeldzaam. Hij wordt gevonden in grasland. Zowel in droge zanderige biotopen als in vochtig grasland. Net als de andere familieleden is hij roofzuchtig. De volwassen wantsen leggen de eitjes in augustus en september op planten zoals grassen. Na overwintering komen ze in het volgende voorjaar uit.